# گیورگی کویرکاشویلی
گئورگی کویرکاشویلی (گرجی: გიორგი კვირიკაშვილი؛ زادهٔ ۲۰ ژوئیهٔ ۱۹۶۷) یک سیاست‌مدار اهل گرجستان است.